# Li Ganjie
Li Ganjie är en kinesisk kommunistisk politiker på ledande nivå. Han är partichef i Shandong och är sedan 22 oktober 2022 ledamot i politbyrån i Kinas kommunistiska parti. Han förväntas tillträda som chef för centralkommitténs organisationsavdelning.